# Salzlandmuseum

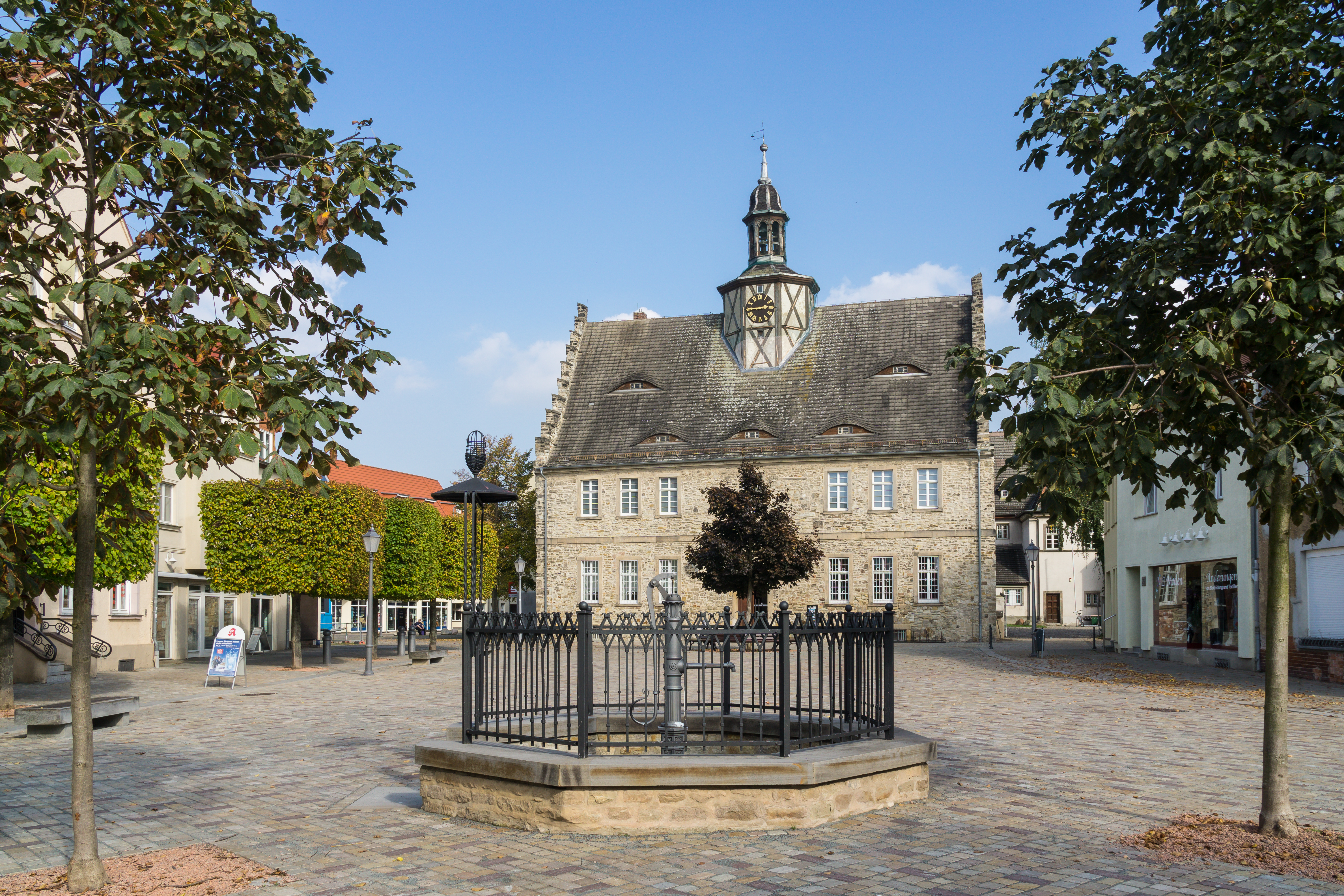
Das ehemalige Rathaus von Bad Salzelmen, seit 1954 Sitz des Salzlandmuseums

Das Salzlandmuseum in Schönebeck (Elbe) ist das einzige Kreismuseum des Salzlandkreises. Es wurde im Jahr 1924 gegründet und zog 1954 an seinen heutigen Standort im ehemaligen Rathaus von Bad Salzelmen, dem früheren Groß Salze. In der Dauerausstellung werden vorrangig die Themen der Salzsiedung sowie die Binnenschifffahrt auf Elbe und Saale im Salzlandkreis behandelt. Des Weiteren gibt es eine Ausstellungsraum über die Geschichte des Ringheiligtums Pömmelte. Daneben präsentiert das Museum in zwei Räumen regelmäßig wechselnde Sonderausstellungen.

## Geschichte
Am 14. Februar 1924 wurde in Schönebeck der Verein Gesellschaft für Vorgeschichte und Heimatkunde gegründet. Gemäß der Satzung stand als Arbeitsaufgabe:
„… die Erforschung der gesamten materiellen und ideellen Kultur des Kreises Calbe von der Urgeschichte bis zur Gegenwart. Ihr Ziel war daher die Gründung eines Heimatmuseums, in dem das Gesamtbild dieser Kulturentwicklung zur Anschauung kommt. Als notwendige Ergänzung desselben wurde eine naturwissenschaftliche Sammlung angestrebt…“
Der erste Vorsitzende war Albert Mennung, Rektor des Realgymnasiums; zweiter Vorsitzende wurde der Kaufmann, Reeder und Heimatforscher Wolfgang Wanckel. Zu den Gründern gehörte auch der Heimatforscher Wilhelm Schulze. Die ersten Ausstellungsräume befanden sich auf dem Dachboden der heutigen Karl-Liebknecht-Schule in Schönebeck. Am 30. Juni 1924 erteilte der damalige Landrat Voß die Genehmigung für die Errichtung eines Heimatmuseums in Schönebeck. Nach dem Zweiten Weltkrieg fand das Museum für einige Zeit seinen Platz in den Räumen der ehemaligen Synagoge in Schönebeck. 1954 wurde mit dem ehemaligen Rathaus von Schönebeck-Bad Salzelmen das neue Gebäude für Ausstellungszwecke und Magazinräume zur Verfügung gestellt. Es entstanden in den Folgejahren Ausstellungen zur Vor- und Frühgeschichte, Salzgeschichte, Geologie, Regionalgeschichte, ein Raum für Sonderausstellungen und im Galeriesaal für die Schifffahrt.
2011 erhielt das Kreismuseum Schönebeck ein neues Konzept und wurde in Salzlandmuseum umbenannt. Im Jahr 2015 wurden die neuen Dauerausstellungen eröffnet.
Das Salzlandmuseum betreut auch die rekonstruierte Ringheiligtums Pömmelte und bietet Führungen an.

## Gebäude
Das Museum befindet sich im Ortsteil Bad Salzelmen, Pfännerstraße 41, wenige Meter von der Johanniskirche und dem Gradierwerk entfernt. Der südliche Teil des ehemaligen Rathauses von Groß Salze entstanden bereits vor 1400. Der nördliche Teil wurde 1536 angebaut. Hier hielten die Pfännerschaft ihre Ratssitzungen ab und hier saß der Bürgermeister. Im 18. Jahrhundert erhielt das Rathaus einen Treppengiebel und das Portal mit dem Siedekorb. Zur gleichen Zeit wurde das Satteldach mit dem zweigeschossigen Fachwerkturm angebaut, in dem noch heute eine Uhrglocke aus dem Jahre 1428 schlägt. Sie war die erste und lange Zeit auch die einzige Uhr im Ortsteil Groß Salze. Im Jahre 1913 erfolgte ein Rathausanbau im Neorenaissancestil. 1932 wurde im Zuge der Eingliederung von Salzelmen in die Stadt Schönebeck das Rathaus als Verwaltungssitz des Bürgermeisters aufgegeben. 

## Betrieb
Das Salzlandmuseum beinhaltet neben der Museumspädagogik einen Multimediaraum.

## Ausstellungen
Ständige Ausstellungen
- Salz: Salzspuren/Salzspüren: Objekte zum Thema Salz, Pfännern und Gradierwerk.
- Schifffahrt: LebensStröme – Binnenschifffahrt an Elbe, Saale und Bode: Schiffsmodelle, Kajüte und Steuerrad
- Gemälde: Wichtige Gemälde von Katharina Heise und Annemarie Heise sowie Grafiken von Werner Tübke